# Ударна бригада Фрањо Огулинац Сељо
Туропољска народноослободилачка ударна бригада „Фрањо Огулинац Сељо“ формирана је 8. јануара 1944. наредбом штаба Жумберачко-покупског сектора, према сугестији Главног штаба НОВ и ПО Хрватске од 29. децембра 1943. У бригаду су ушли Други батаљон Жумберачко-покупског НОП одреда ојачан Првом четом Првог батаљона, те Други и Трећи батаљон Туропољско-посавског одреда. Пратећа чета бригаде формирана је од Друге чета Трећег батаљона Жумберачко-покупског одреда.
Бригада је настала и борила се унутар густог борбеног распореда осовинских снага и у близини великих гарнизона као што су Загреб, Карловац и Сисак. Тим подручјем пролазе важне саобраћајнице и у њему су се налазили привредни и војни објекти од виталног значаја за осовинске снаге, па је штаб немачког 69. корпуса, који је био надлежан за ову област, покретао бројне немачко-усташко-домобранске операције против тамошњих партизана. Упркос томе, бригада је заједно са партизанским одредима успешно опстајала, наносила значајне штете и губитке осовинским снагама, и преузимала иницијативу у своје руке, дејствуући све време у непријатељској позадини на типично партизански начин.
Првих недеља биргада је била потчињена штабу Жумберачко-покупског сектора, а од формирања 34. хрватске дивизије 30. јануара 1944, па до краја рата, бригада се борила у њеном саставу. 
29. априла 1944. године у саставу бригаде, поред првобитна три, формиран је и Четврти батаљон.

## Битке бригаде Фрањо Огулинац Сељо
| место                                | датум                             | погинуло бораца бригаде | рањено |
| ------------------------------------ | --------------------------------- | ----------------------- | ------ |
| Код железничке станице Хорвати       | 25/26. јануара 1944.              | 3                       | 10     |
| На положајима Гудци - Маркушевац     | 29. јануара 1944.                 | 1                       | 4      |
| Напад на упориште Одра               | 3/4. фебруара 1944.. год.         | 1                       | 8      |
| На положајима код с. Маркушевац      | 4. фебруара 1944.                 | 1                       | 5      |
| Борба у Посавини                     | 10. фебруара 1944.                | 22                      | 14     |
| Прелаз преко пруге                   | 12/13. фебруар 1944.. год.        | 2                       | 0      |
| Напад на увориште Ломница            | 21/22. фебруара 1944.             | 4                       | 5      |
| Напад на упориште Хорвате            | 26/27. фебруара 1944.             | 1                       | 4      |
| Приликом бомбардовања с. Дубранца    | 27. фебруара 1944.                | 2                       | 2      |
| Борба код Ашпергера                  | 1/2. марта 1944.                  | 1                       | 5      |
| Борбе око Краљевачких села           | 6. марта 1944.                    | 43                      | 45     |
| Бомбардовање села Буковчак           | 9. марта 1944.                    | 1                       | 2      |
| Марш на Жумберак                     | 15/16. март                       | 0                       | 1      |
| Борба код Г. Купчине                 | 23. март 1944.                    | 3                       | 14     |
| Борба код с. Краварско               | 3. априла 1944.                   | 0                       | 1      |
| Борба код с. Краварско               | 6. априла 1944.                   | 1                       | 7      |
| Борба код с. Дубранец - Трпутци      | 22. априла 1944.                  | 4                       | 8      |
| Марш на Жумберак                     | 3/4. маја 1944.                   | 0                       | 2      |
| Напад на Изимје                      | 14/15. маја 1944.                 | 10                      | 14     |
| Напад на с. Поникве                  | 31. маја - 1. јуна                | 4                       | 9      |
| Акција бригаде 4/5. јуна             | 4/5. јуна                         | 1                       | 0      |
| Борба код с. Плешивице               | 7. јуна 1944.                     | 9                       | 11     |
| Борбе око Блатнице                   | 17/18. и 18. јуна 1944.           | 7                       | 21     |
| Борбе код Плешивице                  | 22. јуна 1944.                    | 11                      | 34     |
| У другој етапи офанзиве на Жумберку  | од 26. јуна до 9. јула 1944.      | 7                       | 18     |
| У трећој етапи офанзиве на Жумберак  | 10. до 15. јула 1944.             | 8                       | 20     |
| Борба код Мартинске Вени             | 8/9. августа 1944.                | 6                       | 7      |
| Диверзија пруге Загреб - Карловац    | 7/8. септембра 1944.              | 1                       | 10     |
| Напад, на Зденчину                   | 7/8. септембра 1944.              | 5                       | 33     |
| Напад на Брезовицу                   | 11/12. септембра 1944.            | 4                       | 6      |
| Напад на Храстовац                   | 26. до 27. септембра              | 23                      | 73     |
| Напад на Св. Клару                   | 14/15. октобра 1944..             | 4                       | 19     |
| Диверзија пруге Загреб - Карловац    | 30/31. октобра 1944.              | 0                       | 3      |
| Напад на Пешћеницу                   | 22/23. новембра 1944.             | 2                       | 7      |
| Напад на стражарницу Мрацлин         | 3/4. децембра 1944.               | 2                       | 11     |
| Напад на Бабице                      | 10/11. децембра 1944.             | 12                      | 13     |
| Борбе у Ступнику и Братини           | 12/13. децембра 1944.             | 1                       | 6      |
| Напад на Домаговиће                  | 24/25. децембра 1944.             | 2                       | 4      |
| Борбе око Хасан-Бријега              | 27. и 28. децембра 1944.          | 30                      | 68     |
| Борбе око Речице - Блатнице          | 16. јануара 1945.                 | 1                       | 2      |
| Борбе код Жажине                     | 25. до 28. јануара 1945.          | 63                      | 129    |
| Борбе око М. Горице и Бреста         | 7. до 16. фебруара 1945.          | 6                       | 11     |
| Борбе у Двор-Брезовици и с. Видалину | 7. до 15. фебруара 1945.          | 5                       | 7      |
| Напад на Одру                        | 25/26. фебруара 1945.             | 4                       | 16     |
| Борба код Краљевца                   | 2. марта 1945.                    | 0                       | 5      |
| Борба код Речице                     | 5. марта 1945.                    | 0                       | 2      |
| Борба код Дубранца                   | 9. марта 1945.                    | 3                       | 2      |
| Борба код Хасан-Бријега              | 18. марта 1945.                   | 2                       | 4      |
| Борба код Зденчине                   | 23/24. марта 1945.                | 1                       | 1      |
| Напад на Зденчину                    | 26/27. марта 1945.                | 5                       | 28     |
| Напад на Клинча-Село и Амрушево      | 30/31. марта 1944.                | 6                       | 37     |
| Борбе код Примишља                   | 7. априла 1945.                   | 15                      | 67     |
| Борбе око Тоуња - Зденаца            | од 11. до 13. априла 1945.        | 9                       | 23     |
| Борбе у рејону Генералски Стол       | од 17. априла до 29. априла 1945. | 16                      | 36     |
| У завршним борбама                   | од 30. априла до 8. маја 1945.    | 14                      | 79     |
| Погинули у разним другим приликама   |                                   | 29                      |        |

Према подацима прикупљеним за монографију бригаде, за шестаест ратних месеци погинуло је 418 бораца бригаде, а око 1.100 их је рањено.